# 森普特 (阿肯色州)
森普特（英語：Sumpter）是位於美國阿肯色州布拉德利縣的一個非建制地區。該地的面積和人口皆未知。

## 地理
森普特的座標為33°29′08″N 92°02′57″W / 33.48556°N 92.04917°W，而該地的平均海拔高度為74米（即243英尺）。